# Peter van Aarle
Petrus Gerardus Maria (Peter) van Aarle (Den Haag, 9 december 1962 – Den Haag, 18 september 2005) was de oprichter en conservator van de Internet Adult Film Database (IAFD).
Van Aarle verzamelde vanaf 1981/1982 informatie over pornofilms in een eigen database. Hij was betrokken bij de start van de gemodereerde nieuwsgroep rec.arts.movies.erotica (r.a.m.e.) op 15 april 1994 die was ontstaan uit de niet gemodereerde alt.sex.movies (a.s.m.) nadat deze onwerkbaar was geworden door de grote hoeveelheid spam die hierin gepost werd. Van Aarle werd moderator van r.a.m.e., onderhield de frequently asked questions voor de nieuwsgroep en was betrokken bij de oprichting van de website rame.net. Hieruit voort richtte Van Aarle de IAFD op.
Van Aarle speelde onder het pseudoniem Peter Holland mee in de pornofilm Fan Fuxxx 6 waarin hij seks had met actrice Christi Lake. In 2011 werd Van Aarle postuum opgenomen in de XRCO Hall of Fame.